# Jason Blake
Jason Wayne Blake (* 2. September 1973 in Moorhead, Minnesota) ist ein ehemaliger US-amerikanischer Eishockeyspieler, der im Verlauf seiner aktiven Karriere zwischen 1994 und 2012 unter anderem 901 Spiele für die Los Angeles Kings, New York Islanders, Toronto Maple Leafs und Anaheim Ducks in der National Hockey League auf der Position des linken Flügelstürmers bestritten hat. Blake erhielt nach einer überstandenen chronisch-myeloischen Leukämie im Jahr 2008 die Bill Masterton Memorial Trophy.

## Karriere
Blake wurde während der Saison 1998/99 von den Los Angeles Kings als Free Agent verpflichtet, nachdem er zuvor bei verschiedenen Collegevereinen, sowie in der Juniorenliga USHL bei den Waterloo Black Hawks aktiv gewesen war. Neben Einsätzen in der International Hockey League beim Kings-Farmteam Orlando Solar Bears absolvierte der Center sein erstes und einziges NHL-Spiel dieser Saison, erzielte jedoch direkt sein erstes Tor für Los Angeles. Auch in der Folgezeit kam er sowohl in Farmteams als auch in der NHL zum Einsatz.
Im Januar 2001 wechselte der Linksschütze schließlich zu den New York Islanders und wurde dort schon schnell zum Publikumsliebling. Während der Lockout-Saison 2004/05 spielte Blake in der Schweizer Nationalliga A für den HC Lugano, danach kehrte er wieder zu den New Yorkern zurück. In der Partie der Islanders gegen die Chicago Blackhawks am 31. Oktober 2006 erzielte der Linksschütze sein 100. NHL-Tor. Die guten Leistungen in der Saison 2006/07 führten schließlich dazu, dass Blake zum ersten Mal in seiner Karriere ins NHL All-Star Game gewählt wurde. Blake spielte seine beste Saison, auch wenn seine Leistungen gegen Ende der Saison als nachlassend beurteilt wurden.
Nachdem die New York Islanders seinen Vertrag im Sommer 2007 nicht verlängerten, wechselte er zu den Toronto Maple Leafs. Am 8. Oktober 2007 gab Jason Blake bekannt, dass er an chronisch-myeloischer Leukämie erkrankt sei, eine eher seltene, aber gut zu behandelnde Form von Krebs. Nach eigenen Angaben plante Blake dennoch, während der gesamten Saison 2007/08 für Toronto auf dem Eis zu stehen. Einen Tag später absolvierte Blake beim 1:7 seiner Maple Leafs gegen die Carolina Hurricanes sein erstes Spiel nach der Krebsdiagnose. Zum Saisonende erhielt Blake die Bill Masterton Memorial Trophy, die denjenigen Spieler ehrt, der sich durch Ausdauer, Hingabe und Fairness im und für das Eishockey besonders auszeichnet.
Am 31. Januar 2010 wurde er in einem Tauschhandel gemeinsam mit Vesa Toskala im Austausch für Jean-Sébastien Giguère an die Anaheim Ducks abgegeben. Bei den Ducks etablierte sich Blake als solider Linksaußen in der zweiten Reihe mit Saku Koivu und Teemu Selänne. Nach der Saison 2011/12 beendete der 38-Jährige seine aktive Karriere.

### International
Für die Nationalmannschaft der Vereinigten Staaten stand Blake bei den Olympischen Spielen 2006 in Turin in sechs Spielen auf dem Eis, außerdem nahm er an den Weltmeisterschaften 2000, wo er in sieben Partien ein Tor und ein Assist erzielte und mit den USA den fünften Platz belegte, und 2009 teil. Zudem vertrat er sein Heimatland beim World Cup of Hockey 2004.

## Erfolge und Auszeichnungen
| - 1994 USA Hockey Junior Player of the Year - 1994 USHL Forward of the Year - 1994 USHL Player of the Year - 1997 Broadmoor-Trophy-Gewinn mit der University of North Dakota - 1997 WCHA First All-Star Team - 1997 NCAA-Division-I-Championship mit der University of North Dakota - 1998 WCHA First All-Star Team | - 1998 NCAA West Second All-American Team - 1999 WCHA Player of the Year - 1999 WCHA First All-Star Team - 1999 NCAA West First All-American Team - 2007 Teilnahme am NHL All-Star Game - 2008 Bill Masterton Memorial Trophy |

## Karrierestatistik

### International
Vertrat die USA bei:
- Weltmeisterschaft 2000
- World Cup of Hockey 2004
- Olympischen Winterspielen 2006
- Weltmeisterschaft 2009

(Legende zur Spielerstatistik: Sp oder GP = absolvierte Spiele; T oder G = erzielte Tore; V oder A = erzielte Assists; Pkt oder Pts = erzielte Scorerpunkte; SM oder PIM = erhaltene Strafminuten; +/− = Plus/Minus-Bilanz; PP = erzielte Überzahltore; SH = erzielte Unterzahltore; GW = erzielte Siegtore; 1 Play-downs/Relegation; Kursiv: Statistik nicht vollständig)